# Abrosaurus
Abrosaurus (que quer dizer "lagarto delicado" do grego αβρος  que significa 'delicado' e αυρος que significa 'lagarto') é um gênero de dinossauro saurópodo do Período Jurássico que viveu na Ásia, um de muitos dinossauros encontrados na Pedreira de Dashanpu na Província Sichuan da China. Como a maior parte de saurópodes, o Abrosaurus foi um herbívoro quadrúpede mas foi bastante pequeno para um saurópode, não muito mais de 30 pés (9 metros de comprimento). A sua cabeça era quadrada e excedido com um alto arco ósseo que contém as narinas.